# Hippotrema janthina
Hippotrema janthina is een mosdiertjessoort uit de familie van de Hippoporidridae. De wetenschappelijke naam van de soort is, als Lepralia edax janthina, voor het eerst geldig gepubliceerd in 1873 door Smitt.